# Hugo Toumire
Hugo Toumire (ur. 5 października 2001 w Rouen) – francuski kolarz szosowy.

## Osiągnięcia
Opracowano na podstawie:

2018
- 1. miejsce w klasyfikacji młodzieżowej Aubel-Thimister-Stavelot

2019
- 2. miejsce w Paryż-Roubaix juniorów
- 1. miejsce w Wyścigu Pokoju Juniorów
  - 1. miejsce na 1. etapie
- 2. miejsce w GP Général Patton
- 2. miejsce w mistrzostwach Francji juniorów (jazda indywidualna na czas)

## Rankingi
| Rok             | 2021 | 2022  | 2023  | 2024  |
| --------------- | ---- | ----- | ----- | ----- |
| World Ranking   | 725. | 1307. | 2098. | 2512. |
| UCI Europe Tour | 570. | 907.  | -     | -     |
|                 |      |       |       |       |
| Źródło: UCI     |      |       |       |       |